# José Amaya
Pour les articles homonymes, voir Amaya.
José Antonio « Ringo » Amaya Pardo (né le 16 juillet 1980 à Barranquilla en Colombie) est un joueur de football international colombien.

## Biographie

### Club
Il a remporté 4 fois la Copa Mustang dont une fois avec l'Atlético Junior et 3 fois avec l'Atlético Nacional.

### Sélection
Amaya le milieu défensif a tout d'abord évolué avec la sélection colombienne des moins de 20 ans avant d'être capé en équipe senior de Colombie qui participe à la Copa América 2004.
Après une Copa América 2007 décevante où Amaya fut appelé pour aider le milieu de terrain, il effectue ensuite de grosses performances lors de matchs amicaux et de matchs de qualifications pour le mondial 2010. Il suscitera même l'intérêt de clubs français ou brésiliens.